# Вюльпероде
Вюльпероде (нем. Wülperode) — община в Германии, в земле Саксония-Анхальт. 
Входит в состав района Хальберштадт. Подчиняется управлению Остервик-Фальштайн.  Население составляет 549 человек (на 31 декабря 2006 года). Занимает площадь 12,73 км².